# 녹도환호 침몰 사고
녹도환호 침몰 사고(鹿島丸號浸沒事故)는 1936년 10월 2일에 인천기선회사 소속 발동선 녹도환호가 인천 팔미도 해상에서 침몰한 사고이다. 이 사고로 61명이 사망 또는 실종되었다.

## 사고 경위
녹도환
녹도환호는 1936년 당시 선령 10여 년, 28톤급의 목선이었다. 사고 당시의 승선 정원은 71명으로 알려졌다.
침몰
녹도환호는 1936년 10월 2일 20시 30분경 승조원 7명과 승객 64명을 태우고 충남 서산군 연면을 출발하여 인천으로 항해하던 중에 폭풍에 전복, 침몰되었다.

## 구조 및 수색
사고 해역을 지나던 예산환호가 선원 4명과 승객 4명을 구조하여 10월 2일 22시 10분경에 인천항에 입항하였다. 인천 경찰서의 경비선과 인천기선의 구조선 2척이 현장으로 급파되었으나, 선체의 깨진 조각 외에 시신을 발견하지 못하였다.
사고를 보고받고 충남도 경찰부에서 경비선을 파견하였다.
10월 4일 아침 구조대가 녹도환호의 일부로 추정되는 삿대를 발견, 잠수부를 투입하여 수색하였다.
선체는 10월 8일 오후에 인양, 화정 해안으로 건져올리고 간조 때에 내부를 수색하였다.
시신은 10월 14일까지 모두 50구를 발견하였다.

## 사고 수습 및 사후 처리
인천기선측은 유족들에 35원에서 150원의 위자료를 지급할 것을 40여 명의 유족과 합의하였다.
1937년 1월 29일 체신국 구내 해원심판소 심판정에서 열린 해원심판에서 녹도환호의 선장에 견책처분이 언도되었다.
1937년 10월 2일 1주년을 맞아 인천기선에서 위령제를 거행하였다.

## 원인 분석 및 논란
사고 원인
사고는 태풍이 원인인 것으로 추정되었다.
보도에 의하면, 녹도환호는 노후된 선박으로 예산환호와 경쟁하고 있었고, 선표 없이 승선한 승객으로 명부에는 승선 인원의 절반 정도만 적혀 있었다.
인천기선과 유족측의 승객수에 대한 주장이 엇갈렸다. 인천기선은 승객이 64명이었다고 주장하였고, 유족측은 전체 인원이 정원을 10명 정도 초과하였다고 주장하였다.
회사측의 무성의
10월 9일까지 16명의 시신을 발견하였다. 신원을 알아볼 수 없는 시신들은 가매장을 시작하였는데, 시신을 대하는 인천기선의 태도가 불손하고 ‘썩은 생선 다루듯’ 한다고 하여 비난을 받았다. 위령제도 거행하지 않았고, 유족들에게는 30원씩의 장의비만 지급하려 했다.
구조된 선원은 선장을 포함하여 1명만이 실종된 6명이었고, 승객은 대부분이 사망하고 4명만이 구조되었다.